# أريبرت الأول ملك اللومبارد
أريبرت الأول ملك اللومبارد (653-661) في إيطاليا. كان نجل غندوالد دوق أستي، والذي عبر جبال الألب من بافاريا مع ثيوديليندا شقيقته. ولكونه من أقارب حكام دوقية بافاريا كانت تسمى أسرته بالأسرة البافارية.
كان أول ملك كاثوليكي لومباردي وانتخب بعد اغتيال رودوالد الآريوسي. لم يكن محاربًا، فهو معروف في الغالب بمنشآته الكنسية. نشر الكاثوليكية عبر الكيان اللومباردي وبنى كنيسة المخلص في بافيا عاصمته. ترك المملكة في حالة من السلام، وطلب من النبلاء انتخاب نجليه سوية بيركتاريت وغوديبرت وهو ما فعلوه.
| سبقه رودوالد | ملك اللومبارد 653–661 | تبعه بيركتاريت وغوديبرت |